# Паланга (аеропорт)
Паланзький міжнародний аеропорт (лит. Palangos oro uostas; (IATA: PLQ, ICAO: EYPA) — міжнародний аеропорт, розташований біля курортного міста Паланга на узбережжі  Балтійського моря. Це третій за величиною аеропорт  Литви, спеціалізується на коротких і середньомагістральних маршрутах європейських напрямків. Аеропорт обслуговує литовські балтійські морські курорти  Палангу і  Клайпеду, а також західну  Латвію.
З України  до Паланзького аеропорту  найпростіше долетіти можна прямим рейсом із Києва або з пересадкою у Ризі (Латвія).

## Історія
Аеропорт у Паланзі  почав свою діяльність в 1937 році на ділянці за 7 кілометрів на схід від теперішнього терміналу, недалеко від дороги Паланга-Дарбенай. Пілоти повітряних сил Литви проводили там навчання. У 1939 році туту почали літати перші рейсові літаки за напрямком Каунас - Паланга.
У 1940–1941, а потім у 1945–1963 роках аеропорт використовували Військово-повітряні сили СРСР. Нова злітно-посадкова смуга і об'єкти на поточному місці вперше з'явилися в період після закінчення Другої світової війни. У 1963 році  аеропорт був перетворений в цивільний аеропорт. У 1991 році Паланзький аеропорт  перейшов у державну власність і управління.
З 1993 року кількість пасажирів, що проходять через аеропорт щорічно збільшується. У період з 1994 по 1997 рік пасажирський термінал був реконструйований. Обслуговування пасажирів і багажу було  модернізовано, щоб відповідати вимогам Міжнародної організації цивільної авіації (ICAO). Між 1994–1995 роками було відремонтовано центр управління польотами. У 1996-1997 роках відремонтувалася поверхня злітно-посадкової смуги, а в 1998 році було відремонтовано перон аеропорту і руліжні доріжки. З 1997 року аеропорт приєднався до великої міжнародної авіаційної організації  ACI (Міжнародна рада аеропортів).

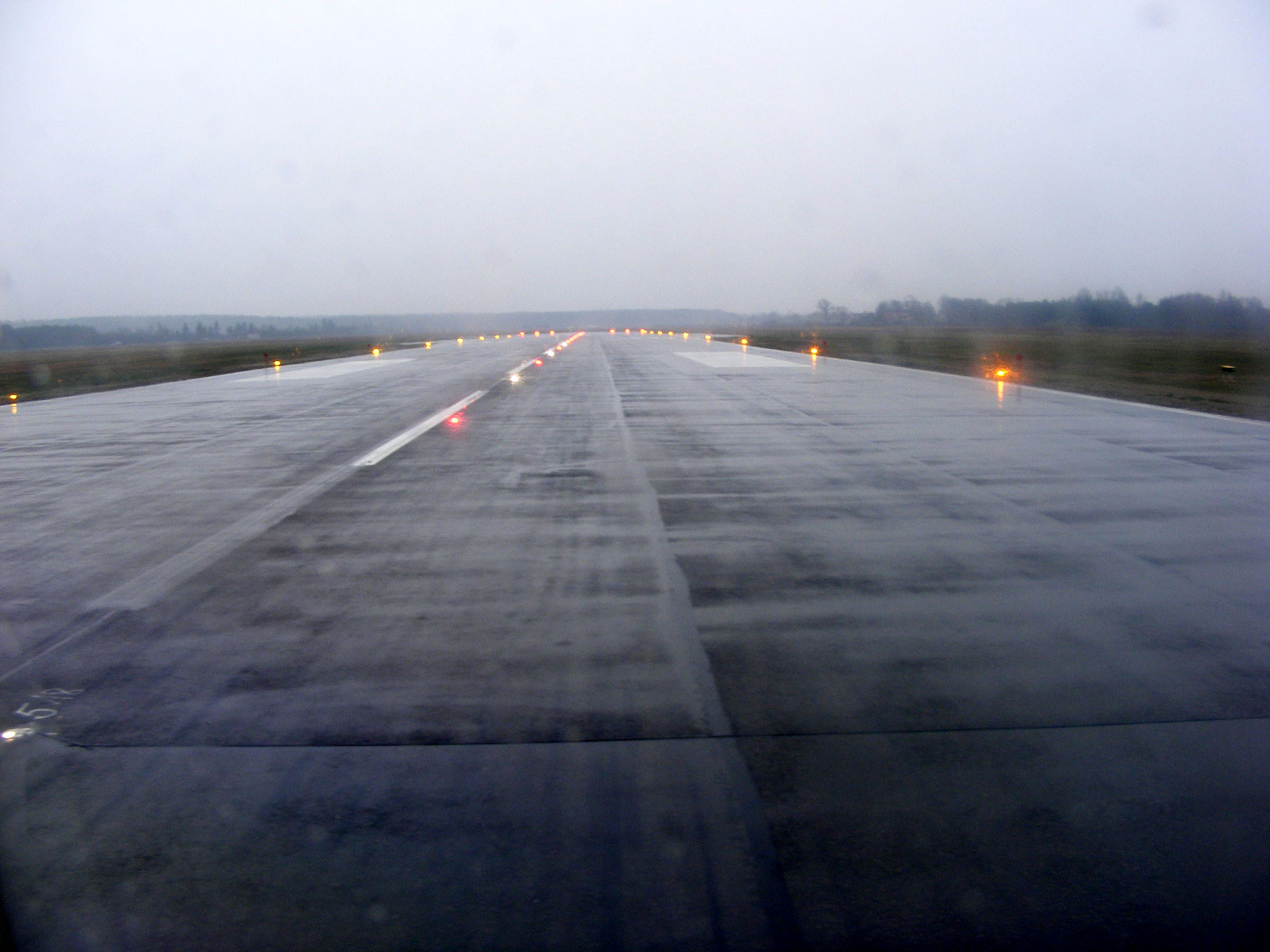
Злітно-посадкова смуга 01/19

Після того, як у 2004 році Литва стала членом Євросоюзу, пасажиропотік збільшився на понад 60% у порівнянні з 2003 роком.
Поліпшення інфраструктури тривало в 2007 році, з будівництвом Північного терміналу площа збільшилась на 2000 м2, відповідно до вимог Шенгенського режиму перетину кордону. У червні - жовтні 2007 року злітно-посадкова смуга 01/19 була розширена до 2280x45 метрів та установлено освітлення високої інтенсивності по осьовій лінії злітно-посадкової смуги. Розширення об'єкта завершено в  2007 році і завдяки цьому стало можливим обслуговування далеких маршрутів. 

## Термінали
Обслуговують аеропорт два суміжні термінали, з'єднані короткими проходами і транзитною зоною:

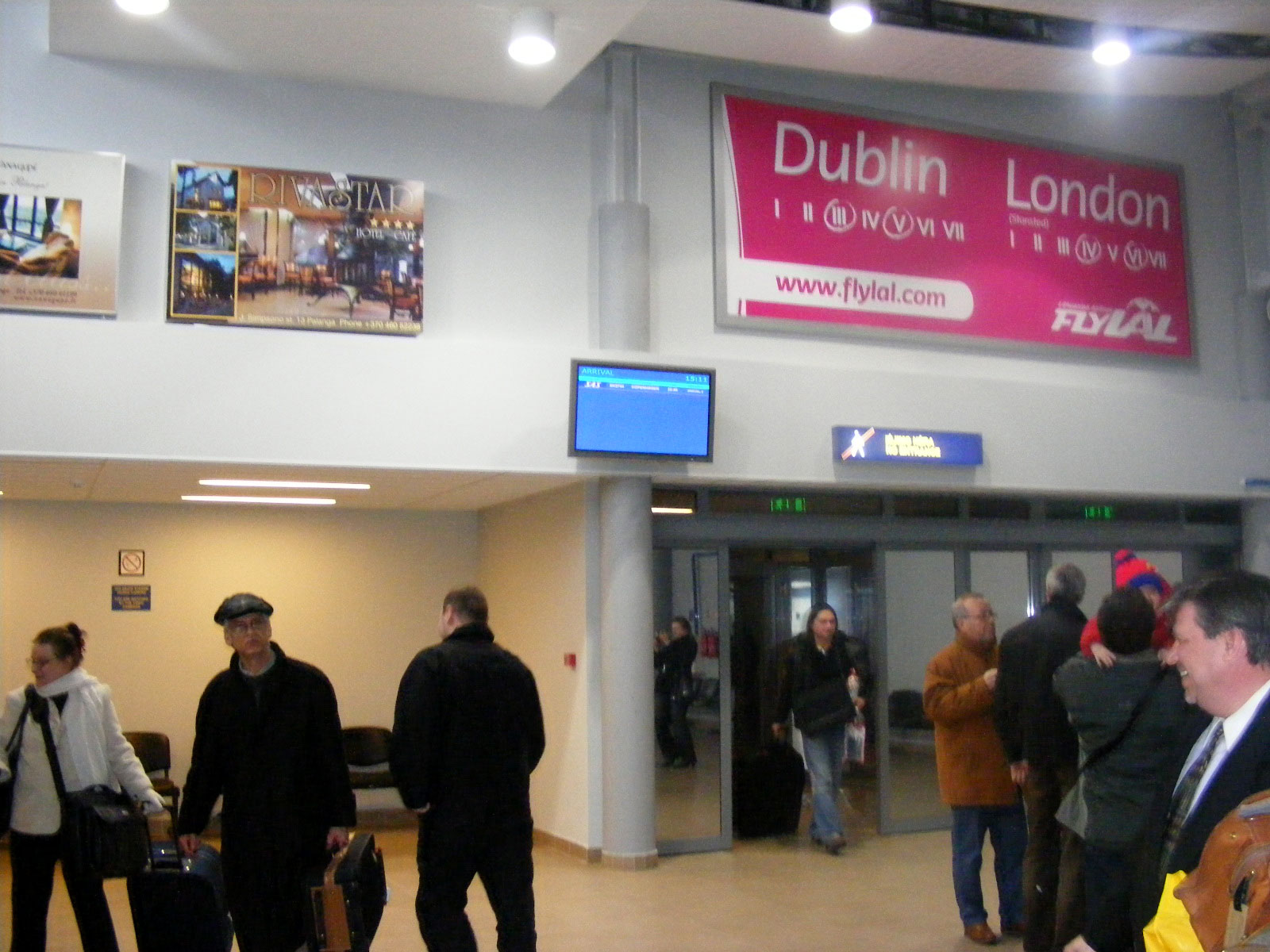
Північний термінал, зона прибуття

- Південний термінал був побудований в сімдесятих і модернізований в кінці дев'яностих. У ньому здійснювалась реєстрація пасажирів  для всіх рейсів. Також тут знаходяться офіси авіакомпаній, кафе, бари.
- Новий Північний термінал було відкрито 26 жовтня 2007 року, що на 2000 м2 (21520 кв. фт) збільшило площу аеропорту для обслуговування прибуття і відправлення з і до Шенгенських країн.

У зв'язку із тим, що прибуття і відправлення відбувається на першому поверсі в аеропорту немає телетрапів, а пасажирів перевозять з/до літаків спеціальними автобусами.

## Авіакомпанії і напрямки, червень 2019

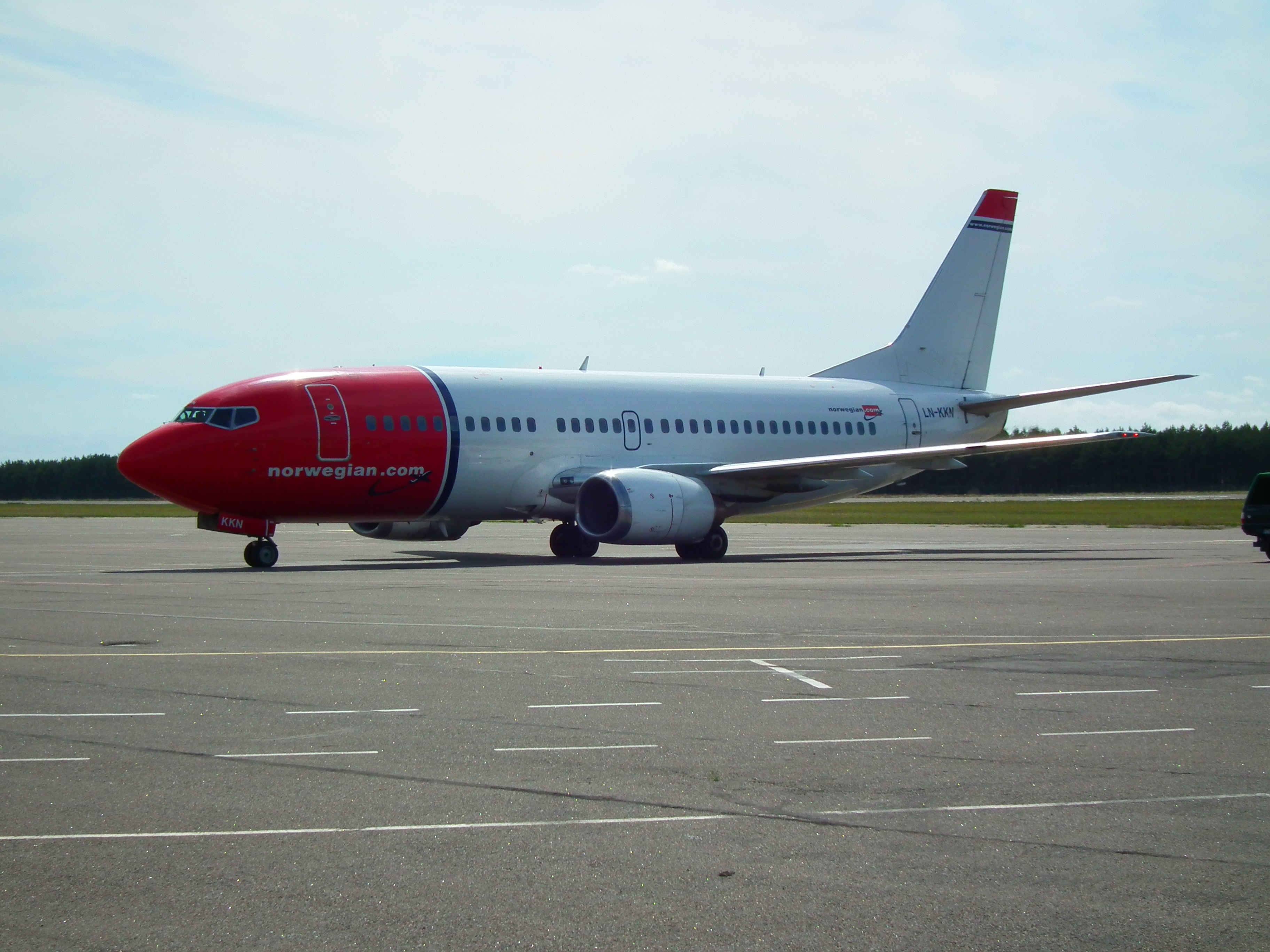
Норвезький Boeing 737-300 у Паланзі

| Авіакомпанія          | Пункт призначення                          |
| --------------------- | ------------------------------------------ |
| airBaltic             | Рига                                       |
| Belavia               | Сезонний: Мінськ                           |
| LOT Polish Airlines   | Варшава-Шопен                              |
| Norwegian Air Shuttle | Берген (з 30 жовтня 2019), Осло-Гардермуен |
| RusLine               | Сезонний: Москва-Внуково                   |
| Ryanair               | Лондон–Станстед                            |
| Scandinavian Airlines | Копенгаген                                 |
| Wizz Air              | Лондон-Лутон, Дортмунд, Київ-Жуляни        |

## Статистика
| Позиція | Країна  | Аеропорт                                  | 2015      | 2014      | 2013      | 2012      | 2011      | 2010      | 2009      | 2008      | 2007      | 2006      | 2005      | 2004      |
| ------- | ------- | ----------------------------------------- | --------- | --------- | --------- | --------- | --------- | --------- | --------- | --------- | --------- | --------- | --------- | --------- |
| 1.      | Латвія  | Ризький міжнародний аеропорт              | 5,162,149 | 4,814,073 | 4,793,213 | 4,767,764 | 5,106,692 | 4,663,647 | 4,066,854 | 3,690,549 | 3,160,945 | 2,495,020 | 1,878,035 | 1,060,426 |
| 2.      | Литва   | Вільнюський міжнародний аеропорт          | 3,336,084 | 2,942,670 | 2,661,869 | 2,208,096 | 1,712,467 | 1,373,859 | 1,308,632 | 2,048,439 | 1,717,222 | 1,451,468 | 1,281,872 | 964,164   |
| 3.      | Естонія | Талліннський аеропорт імені Леннарта Мері | 2,166,663 | 2,017,291 | 1,958,801 | 2,206,791 | 1,913,172 | 1,384,831 | 1,346,236 | 1,811,536 | 1,728,430 | 1,541,832 | 1,401,059 | 997,941   |
| 4.      | Литва   | Каунаський міжнародний аеропорт           | 747,284   | 724,315   | 695,509   | 830,268   | 872,618   | 809,732   | 456,698   | 410,165   | 390,881   | 248,228   | 77,350    | 27,113    |
| 5.      | Литва   | Паланзький міжнародний аеропорт           | 145,441   | 132,931   | 127,890   | 128,169   | 111,133   | 102,528   | 104,600   | 101,586   | 93,379    | 110,828   | 94,000    | 76,020    |

## Наземний транспорт
- Автомагістраль A13 сполучає аеропорт з  Палангою (7 км) і Клайпедою (32 км)
- Громадський автобус прямує з аеропорту до автовокзалу на паланзькому узбережжі.
- Здійснюється трансфер пасажирів  Scandinavian Airlines автобусом між аеропортом і Клайпедою.[5]
- З липня 2016 року латвійська транспортна  компанія Flybus.lv розпочала перевезення з аеропорту Паланги в  Лієпаю (Латвія) і навпаки.

## Зовнішні посилання
Вікісховище має мультимедійні дані за темою: Паланга (аеропорт)
- Офіційний сайт
- Історія інцидентів аеропорту PLQ на Aviation Safety Network